# Ebro
Ebro (spanska El Ebro; katalanska l'Ebre) är Spaniens mest vattenrika flod. Den rinner österut i norra Spanien i en dal med samma namn som floden och mynnar ut i Baleariska havet, en del av Medelhavet. Ebrofloden är 910 km lång. Avrinningsområdet är 80 093 km². Medelvattenföringen vid mynningen är 426 m³/s, vilket ungefär motsvarar några av de större älvarna i Norrland.

## Sträckning
Floden föds vid Fontibre (från latinska Fontes Iberis, Ebros källa, på grekiska Έβρος) nära Reinosa, i den norra spanska regionen Kantabrien. Den passerar bland annat staden Miranda de Ebro i Kastilien och Leon, Logroño i Rioja, Alfaro, Zaragoza i Aragonien, Riba-Roja d'Ebro, Tortosa, kustbyn Amposta i Katalonien, och slutligen Deltebre som är en liten bosättning på ett par hundra personer längst ut på det sandiga Ebrodeltat.
Deltat som bildas vid utloppet i Medelhavet täcker 330 km² — varav cirka 20 procent är naturområden och övrigt är uppodlade fält och bebyggelse. Framträdande är risfälten på cirka 21 000 ha som utgör en viktig bas i kända risrätter som Paella.

## Natur och miljö
Fågellivet i deltat är rikt och ett eldorado för fågelskådare. Ebrofloden orsakar stora problem med översvämningar.

## Mänsklig historia
Det förekommer heta politiska diskussioner kring ett projekt om att avleda vatten från floden till bevattningar i Murcia och Valencia-regionerna.
Under det spanska inbördeskriget var slaget vid Ebro en viktig strategisk genombrytning för general Francos fascistiska styrkor, då det splittrade de Republikanska styrkorna i Katalonien och Valencia.